# Sabrina Sato
Sabrina Sato, de son nom complet Sabrina Sato Rahal (née le 4 février 1981 à Penápolis), est une actrice, mannequin, humoriste, et présentatrice de télévision brésilienne, d'origine japonaise, libanaise et suisse. Elle commença sa carrière à la télévision avec Big Brother Brasil 3 et avec Pânico na Band.

## Biographie
Née à Penápolis (São Paulo), le 4 février 1981. Son père est d'origine libanaise et suisse tandis que sa mère est d'origine japonaise. Elle manifeste dès son plus jeune âge une passion pour la danse et l'art dramatique en participant à des cours de théâtre et de danse classique dans sa ville. Elle déménage à Sao Paulo à 16 ans avec sa famille. Elle étudie à l'Université fédérale de Rio de Janeiro et fait partie de l'Agence Mega Models.
Elle travaille comme danseuse dans le programme Domingão do Faustão de la Rede Globo. En 2000 elle est choisie par le journal O Dia comme garota do tempo ("fille du moment"). En 2003 elle participe au Big Brother Brasil 3, et elle est éliminée la 8e semaine. Elle est, ensuite, engagée par la RedeTV! pour le programme humoristique Pânico na TV!, où elle reste jusqu'à 2006. Elle y tombe amoureuse de son collègue Carlos Alberto da Silva.
Depuis novembre 2010, elle est reine de la batterie de l'école de samba Unidos de Vila Isabel.
En 2021, elle annonce vivre avec un TDAH.

### Service photographique

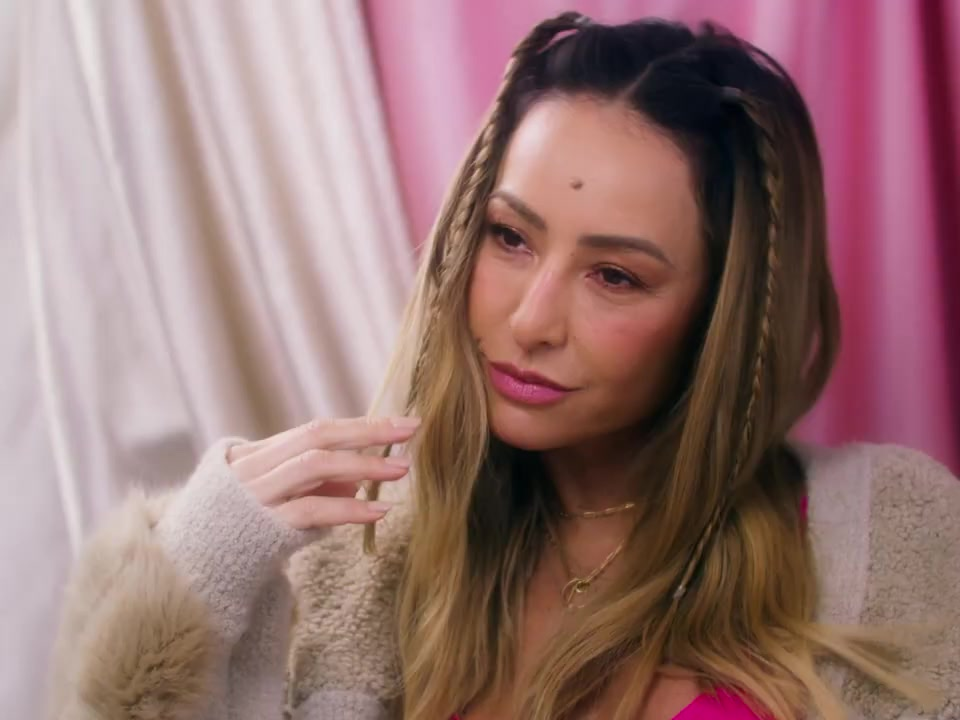
Sabrina Sato (2021)

- 2004: Service photographique sur Playboy

### Telenovelas
- 2001: Porto dos Milagres: Tchutchuca
- 1989: Cortina de Vidro: Meg

### Télévision
- 2003: Big Brother Brasil 3
- 2003 - 2011: Pânico na TV
- 2012 - 2013: Pânico na Band
- 2014 - 2019: Programa da Sabrina
- 2020: Domingo Show com Sabrina Sato
- 2020: Made In Japão
- 2020: Game dos Clones
- 2021: Ilha Record
- 2021: Gincana da Grana
- 2022 - 2023: Desapegue se for Capaz
- 2022: Saia Justa
- 2022 - actualité: Carnaval da Sabrina
- 2025 - actualité: Minha Mãe com Seu Pai

### Filmographie
- 2002: A Terra Encantada de Gaya: Princesse (voix)
- 2004: A Cartomante: Cliente
- 2006: Asterix e os Vikings: Abba (voix)